# بريفيل (تكساس)
بريفيل (بالإنجليزية: Berryville town, Texas)‏ هي بلدة تقع بولاية تكساس في الولايات المتحدة. تبلغ مساحتها 3.39 كم2، وترتفع عن سطح البحر 111 م، بلغ عدد سكانها 975 نسمة في عام 2010 حسب إحصاء مكتب تعداد الولايات المتحدة وتصل الكثافة السكانية فيها 287.6 نسمة لكل كيلومتر مربع (744.9/ميل2).

## التركيبة السكانية
حدّد مكتب تعداد الولايات المتحدة بيانات التركيبة السكانية لبريفيل في تعداد الولايات المتحدة. في ما يلي، التركيبة السكانية حسب تعدادي 2000 و2010.

### تعداد عام 2000
بلغ عدد سكان بريفيل 891 نسمة بحسب تعداد عام 2000، وبلغ عدد الأسر 355 أسرة وعدد العائلات 263 عائلة مقيمة في البلدة. في حين سجلت الكثافة السكانية 262.8 نسمة لكل كيلومتر مربع (680.6/ميل2). وبلغ عدد الوحدات السكنية 454 وحدة بمتوسط كثافة قدره 133.9 لكل كيلومتر مربع (346.8/ميل2).
وتوزع التركيب العرقي للبلدة بنسبة 93.71% من البيض و3.59% من الأمريكيين الأفارقة و1.35% من الأمريكيين الأصليين و0.11% من الأمريكيين ذوي الأصول الآسيوية و0.11% من الأعراق الأخرى و1.12% من عرقين مختلطين أو أكثر و2.81% من الهسبانيون أو اللاتينيون من أي عرق.
بلغ عدد الأسر 355 أسرة كانت نسبة 32.7% منها لديها أطفال تحت سن الثامنة عشر تعيش معهم، وبلغت نسبة الأزواج القاطنين مع بعضهم البعض 59.4% من أصل المجموع الكلي للأسر، ونسبة 11.5% من الأسر كان لديها معيلات من الإناث دون وجود شريك، بينما كانت نسبة 3.1% من الأسر لديها معيلون من الذكور دون وجود شريكة وكانت نسبة 25.9% من غير العائلات. تألفت نسبة 22% من أصل جميع الأسر من عدة أفراد يعيشون في نفس المنزل ونسبة 11% كانت تتألف من شخص يعيش بمفرده يبلغ من العمر 65 عاماً أو أكثر. وبلغ متوسط حجم الأسرة المعيشية 2.51، أما متوسط حجم العائلات فبلغ 2.92.
بلغ العمر الوسطي للسكان 39.0 عاماً. وكانت نسبة 24.2% من القاطنين تحت سن الثامنة عشر، وكانت نسبة 8.2% بين الثامنة عشر والرابعة والعشرين عاماً، ونسبة 25.7% كانت واقعةً في الفئة العمرية ما بين الخامسة والعشرين والرابعة والأربعين عاماً، ونسبة 25.8% كانت ما بين الخامسة والأربعين والرابعة والستين، ونسبة 16% كانت ضمن فئة الخامسة والستين عاماً فما فوق. يوجد لكل 100 أنثى 105.3 ذكر، ويوجد لكل 100 أنثى في الثامنة عشر من عمرها فما فوق 94.0 ذكر.
بلغ متوسط دخل الأسرة في البلدة 31,618 دولارًا، أما متوسط دخل العائلة فبلغ 35,990 دولارًا. وكان متوسط دخل الذكور 29,167 دولارًا مقابل 19,853 دولارًا للإناث. وسجل دخل الفرد الخاص بالبلدة 14,478 دولارًا. وكانت نسبة 13.7% من العائلات ونسبة 16.4% من السكان تحت خط الفقر، وكان من هؤلاء نسبة 25.2% تحت سن الثامنة عشر ونسبة 6.9% في الخامسة والستين من العمر وما فوق.

### تعداد عام 2010
بلغ عدد سكان بريفيل 975 نسمة بحسب تعداد عام 2010، وبلغ عدد الأسر 385 أسرة وعدد العائلات 286 عائلة مقيمة في البلدة. في حين سجلت الكثافة السكانية 287.6 نسمة لكل كيلومتر مربع (744.9/ميل2). وبلغ عدد الوحدات السكنية 473 وحدة بمتوسط كثافة قدره 139.5 لكل كيلومتر مربع (361.3/ميل2).
وتوزع التركيب العرقي للبلدة بنسبة 91.18% من البيض و3.69% من الأمريكيين الأفارقة و1.64% من الأمريكيين الأصليين و0.82% من الأمريكيين ذوي الأصول الآسيوية و0.82% من الأعراق الأخرى و1.85% من عرقين مختلطين أو أكثر و3.38% من الهسبانيون أو اللاتينيون من أي عرق.
بلغ عدد الأسر 385 أسرة كانت نسبة 32.5% منها لديها أطفال تحت سن الثامنة عشر تعيش معهم، وبلغت نسبة الأزواج القاطنين مع بعضهم البعض 55.8% من أصل المجموع الكلي للأسر، ونسبة 13.5% من الأسر كان لديها معيلات من الإناث دون وجود شريك، بينما كانت نسبة 4.9% من الأسر لديها معيلون من الذكور دون وجود شريكة وكانت نسبة 25.7% من غير العائلات. تألفت نسبة 22.3% من أصل جميع الأسر من عدة أفراد يعيشون في نفس المنزل ونسبة 11.2% كانت تتألف من شخص يعيش بمفرده يبلغ من العمر 65 عاماً أو أكثر. وبلغ متوسط حجم الأسرة المعيشية 2.53، أما متوسط حجم العائلات فبلغ 2.93.
بلغ العمر الوسطي للسكان 40.5 عاماً. وكانت نسبة 24.6% من القاطنين تحت سن الثامنة عشر، وكانت نسبة 6.8% بين الثامنة عشر والرابعة والعشرين عاماً، ونسبة 23.6% كانت واقعةً في الفئة العمرية ما بين الخامسة والعشرين والرابعة والأربعين عاماً، ونسبة 26.8% كانت ما بين الخامسة والأربعين والرابعة والستين، ونسبة 18.3% كانت ضمن فئة الخامسة والستين عاماً فما فوق. وتوزع التركيب الجنسي للسكان بنسبة 49.9% ذكور و50.1% إناث.